# 鈇鑕五
鯨魚座56，又名CD-23 721，HD 11930、SAO 167416、HR 565，是鯨魚座的一颗恒星，视星等为4.85，位于銀經199.22，銀緯-74.52，其B1900.0坐标为赤經1h 51m 59.2s，赤緯-23° -74.52′ 54″。